# KANJANI∞ LIVE TOUR!! 8EST 〜みんなの想いはどうなんだい?僕らの想いは無限大!!〜
- SUPER EIGHTのライブ一覧 > KANJANI∞ LIVE TOUR!! 8EST 〜みんなの想いはどうなんだい?僕らの想いは無限大!!〜
- 8EST > KANJANI∞ LIVE TOUR!! 8EST 〜みんなの想いはどうなんだい?僕らの想いは無限大!!〜

『KANJANI∞ LIVE TOUR!! 8EST 〜みんなの想いはどうなんだい?僕らの想いは無限大!!〜』（カンジャニエイト ライブツアー エイテスト みんなのおもいはどうなんだい ぼくらのおもいはむげんだい）は、2012年9月15日から2013年1月1日にかけて開催された関ジャニ∞のライブツアー。2013年3月13日にインペリアルレコードから9枚目のライブDVD/Blu-rayとして発売された。

## 概要
- 前作『KANJANI∞ 五大ドームTOUR EIGHT×EIGHTER おもんなかったらドームすいません』から約1年振りのリリース。
- 本作は初回限定盤、通常盤、Blu-ray盤の3形態で発売。
- 2012年9月15日から2013年1月1日まで行われたデビュー8周年を記念するツアーから、台風の影響で2日目の公演が中止となってしまった大阪・長居スタジアムでの初日の公演を収録。
- 初回限定盤の特典DVDには、本ライブツアーのメイキング・各会場MCダイジェスト・2012年12月31日に行われた京セラドーム大阪公演のダイジェストなどを収録。更に、LIVE PHOTO BOOK（60P）を封入。
- Blu-ray盤には、特典映像として「Heavenly Psycho」「旅人」「浪花いろは節」「大阪レイニーブルース」の会場ビジョン映像、「クルトン」のフルダンスバージョンMusic Clip、「torn」のオリジナル秘蔵Music Clipを収録。更に、初回プレス分のみ、三方背スリーブケース仕様になっている。
- 本編の収録内容はENDROLLのみが各種で異なり、初回限定盤は「愛でした。"8EST"Remix」、通常盤・Blu-ray盤は「∞th ANNIVERSARY Single's Remix」となっている。

## 公演日程
| 年     | 月   | 日   | 開演時間 | 会場                                     |
| ------ | ---- | ---- | -------- | ---------------------------------------- |
| 2012年 | 9月  | 15日 | 17:00    | 味の素スタジアム（東京都）               |
| 2012年 | 9月  | 16日 | 17:00    | 味の素スタジアム（東京都）               |
| 2012年 | 9月  | 29日 | 17:00    | 長居スタジアム（大阪府）                 |
| 2012年 | 9月  | 30日 | 17:00    | 長居スタジアム（大阪府）                 |
| 2012年 | 10月 | 27日 | 14:00    | エコパアリーナ（静岡県）                 |
| 2012年 | 10月 | 27日 | 18:00    | エコパアリーナ（静岡県）                 |
| 2012年 | 10月 | 28日 | 12:00    | エコパアリーナ（静岡県）                 |
| 2012年 | 10月 | 28日 | 16:00    | エコパアリーナ（静岡県）                 |
| 2012年 | 11月 | 3日  | 14:00    | 朱鷺メッセ（新潟県）                     |
| 2012年 | 11月 | 3日  | 18:00    | 朱鷺メッセ（新潟県）                     |
| 2012年 | 11月 | 4日  | 12:00    | 朱鷺メッセ（新潟県）                     |
| 2012年 | 11月 | 4日  | 16:00    | 朱鷺メッセ（新潟県）                     |
| 2012年 | 11月 | 10日 | 18:00    | 東京ドーム（東京都）                     |
| 2012年 | 11月 | 11日 | 17:00    | 東京ドーム（東京都）                     |
| 2012年 | 11月 | 17日 | 14:00    | サンドーム福井（福井県）                 |
| 2012年 | 11月 | 17日 | 18:00    | サンドーム福井（福井県）                 |
| 2012年 | 11月 | 18日 | 12:00    | サンドーム福井（福井県）                 |
| 2012年 | 11月 | 18日 | 16:00    | サンドーム福井（福井県）                 |
| 2012年 | 12月 | 1日  | 14:00    | 広島グリーンアリーナ（広島県）           |
| 2012年 | 12月 | 1日  | 18:00    | 広島グリーンアリーナ（広島県）           |
| 2012年 | 12月 | 2日  | 12:00    | 広島グリーンアリーナ（広島県）           |
| 2012年 | 12月 | 2日  | 16:00    | 広島グリーンアリーナ（広島県）           |
| 2012年 | 12月 | 8日  | 14:00    | セキスイハイムスーパーアリーナ（宮城県） |
| 2012年 | 12月 | 8日  | 18:00    | セキスイハイムスーパーアリーナ（宮城県） |
| 2012年 | 12月 | 9日  | 12:00    | セキスイハイムスーパーアリーナ（宮城県） |
| 2012年 | 12月 | 9日  | 16:00    | セキスイハイムスーパーアリーナ（宮城県） |
| 2012年 | 12月 | 15日 | 14:00    | 北海道立総合体育センター（北海道）       |
| 2012年 | 12月 | 15日 | 18:00    | 北海道立総合体育センター（北海道）       |
| 2012年 | 12月 | 16日 | 12:00    | 北海道立総合体育センター（北海道）       |
| 2012年 | 12月 | 16日 | 16:00    | 北海道立総合体育センター（北海道）       |
| 2012年 | 12月 | 22日 | 14:00    | マリンメッセ福岡（福岡県）               |
| 2012年 | 12月 | 22日 | 18:00    | マリンメッセ福岡（福岡県）               |
| 2012年 | 12月 | 23日 | 12:00    | マリンメッセ福岡（福岡県）               |
| 2012年 | 12月 | 23日 | 16:00    | マリンメッセ福岡（福岡県）               |
| 2012年 | 12月 | 26日 | 14:00    | 日本ガイシホール（愛知県）               |
| 2012年 | 12月 | 26日 | 18:00    | 日本ガイシホール（愛知県）               |
| 2012年 | 12月 | 27日 | 18:30    | 日本ガイシホール（愛知県）               |
| 2012年 | 12月 | 30日 | 19:00    | 京セラドーム大阪（大阪府）               |
| 2012年 | 12月 | 31日 | 11:00    | 京セラドーム大阪（大阪府）               |
| 2013年 | 1月  | 1日  | 18:00    | 京セラドーム大阪（大阪府）               |

## 販売形態
- 発売日：2013年3月13日
  - 初回限定盤（TECI-8863~8866：4DVD）
    - 三方背スリーブケース＋デジパック仕様
    - LIVE PHOTO BOOK（60P）封入

  - 通常盤（TECI-8867~8868：2DVD）
  - Blu-ray盤（TEXI-8805：Blu-ray）
    - 三方背スリーブケース仕様（初回プレス盤のみ）
    - 5.1chサラウンド収録
- 発売日：2015年7月1日
  - 通常盤：再発売（JABA-5223~5224：2DVD）
    - 自身の所属レコード会社を『テイチクエンタテインメント』から『INFINITY RECORDS』へ移籍したため、INFINITY RECORDSより再発売。

  - Blu-ray盤：再発売（JAXA-5017：Blu-ray）
    - 5.1chサラウンド収録
    - 上述の理由により、INFINITY RECORDSより再発売。

## 収録内容

### 本編映像（セットリスト）
※各DVD盤は、Disc 1にM-1~12、Disc 2にM-13以降を収録。
1. 大阪ロマネスク
2. 無責任ヒーロー
3. ズッコケ男道
4. T.W.L
5. LIFE〜目の前の向こうへ〜
6. 愛でした。
7. Heavenly Psycho
8. ツブサニコイ
9. ∞レンジャー 〜史上最大の大決闘! 救世主はお前!?の巻〜
  1. ∞レンジャー / エイトレンジャー
  2. 森に抱かれて / エイトレンジャー
  3. レッド&オオカミ / レッドレンジャー
  4. Babun / 村上信五
  5. ∞レンジャー 〜Finale ver.〜 / エイトレンジャー
10. ER / エイトレンジャー[注 6]
11. イッツ マイ ソウル
12. Cool magic city

＜MC＞
1. クルトン
2. ブリュレ
3. Dye D?
4. ＜∞YEARS メドレー＞
  1. ∞o'clock
  2. 旅人
  3. 浪花いろは節
  4. 大阪レイニーブルース
  5. ∞SAKAおばちゃんROCK / 村上信五
  6. プリン / 三兄弟（横山裕・渋谷すばる・安田章大）
  7. torn / 錦戸亮・大倉忠義
  8. 漫才 / 山田（丸山隆平・安田章大）
  9. あおっぱな
5. ミセテクレ
6. Do you agree?
7. Eightopop!!!!!!!
8. BJ

＜アンコール＞
1. マイホーム
2. 急☆上☆Show!!
3. モンじゃい・ビート

＜Wアンコール＞
1. 無限大
2. ひとつのうた

＜エンドロール＞
- 初回限定盤
  - 愛でした。 "8EST" Remix
- 通常盤・Blu-ray盤
  - ∞th ANNIVERSARY Single's Remix

### 特典映像

#### 初回限定盤
| #         | タイトル                             | 作詞   | 作曲・編曲 | 時間   |
| --------- | ------------------------------------ | ------ | ---------- | ------ |
| 1.        | 「TOURメイキング」                   |        |            | 106:50 |
| 2.        | 「京セラドーム大阪公演ダイジェスト」 |        |            | 58:00  |
| 3.        | 「イエローツッコミ集」               |        |            | 6:19   |
| 4.        | 「オレンジギャグ対決集」             |        |            | 11:40  |
| 合計時間: | 合計時間:                            | 182:49 |            |        |

| #         | タイトル                               | 作詞  | 作曲・編曲 |
| --------- | -------------------------------------- | ----- | ---------- |
| 1.        | 「あおっぱな」                         |       |            |
| 2.        | 「365日家族」                          |       |            |
| 3.        | 「クルトン」                           |       |            |
| 4.        | 「Wonderful World!!」                  |       |            |
| 5.        | 「MAGIC WORD 〜僕なりの…〜」(丸山隆平) |       |            |
| 6.        | 「Kicyu」(横山裕・安田章大)            |       |            |
| 7.        | 「Babun」(村上信五)                    |       |            |
| 8.        | 「ONE」(すばるBAND)                    |       |            |
| 9.        | 「ひとつのうた」                       |       |            |
| 10.       | 「大阪ロマネスク」                     |       |            |
| 合計時間: | 合計時間:                              | 58:00 |            |

| #         | タイトル                 | 作詞   | 作曲・編曲 | 時間   |
| --------- | ------------------------ | ------ | ---------- | ------ |
| 1.        | 「各会場MCダイジェスト」 |        |            | 191:27 |
| 合計時間: | 合計時間:                | 191:27 |            |        |

#### Blu-ray盤
※M-1,3,4,5は会場ビジョン映像、M-2はフルダンスバージョンMusic Clip、M-6はオリジナル秘蔵Music Clip。
| #         | タイトル                   | 作詞  | 作曲・編曲 | 時間 |
| --------- | -------------------------- | ----- | ---------- | ---- |
| 1.        | 「Heavenly Psycho」        |       |            | 3:31 |
| 2.        | 「クルトン」               |       |            | 4:06 |
| 3.        | 「旅人」                   |       |            | 1:29 |
| 4.        | 「浪花いろは節」           |       |            | 2:31 |
| 5.        | 「大阪レイニーブルース」   |       |            | 3:33 |
| 6.        | 「torn」(錦戸亮・大倉忠義) |       |            | 3:41 |
| 合計時間: | 合計時間:                  | 18:51 |            |      |

## CD未収録曲

### 森に抱かれて
『森に抱かれて』（もりにだかれて）は、関ジャニ∞の楽曲。
2022年8月現在、CD未収録である。

#### クレジット（森に抱かれて）
- 作詞・作曲：三橋隆幸
- 作品コード[注 9]：500-8866-1

#### 収録作品（森に抱かれて）
ライブ映像
- 本項『KANJANI∞ LIVE TOUR!! 8EST 〜みんなの想いはどうなんだい?僕らの想いは無限大!!〜』

### レッドアンドオオカミ
『レッド&オオカミ』（レッド アンド オオカミ）は、レッドレンジャー（渋谷すばる）の楽曲。
2022年8月現在、CD未収録である。

#### クレジット（レッド&オオカミ）
- 作詞：レッドレンジャー
- 作曲：高橋浩一郎
- 作品コード[注 9]：500-8867-0

#### 収録作品（レッド&オオカミ）
ライブ映像
- 本項『KANJANI∞ LIVE TOUR!! 8EST 〜みんなの想いはどうなんだい?僕らの想いは無限大!!〜』